# Niloufar Ardalan
Niloufar Ardalan ; (née le 2 juin 1985) est une joueuse iranienne de football.

## Biographie
Ardalan joue au poste de milieu de terrain gauche, au Zob Ahan Banovan et en équipe d'Iran féminine, dont elle est la capitaine et l'une des meilleures joueuses,. Elle joue également en équipe nationale de futsal.
En septembre 2015, elle ne peut pas disputer le championnat d'Asie de football en salle pour laquelle sa sélection est qualifiée, car son mari refuse de la laisser partir, en vertu de la loi Islamique appliquée en Iran,,. Cette affaire fait grande polémique en Iran, et connaît un écho important dans le monde entier.
Quelques semaines plus tard, son mari s'oppose de nouveau à son départ pour la Coupe du monde, disputée au Guatemala. Ardalan porte l'affaire devant les tribunaux et obtient gain de cause.